# Sabinianus

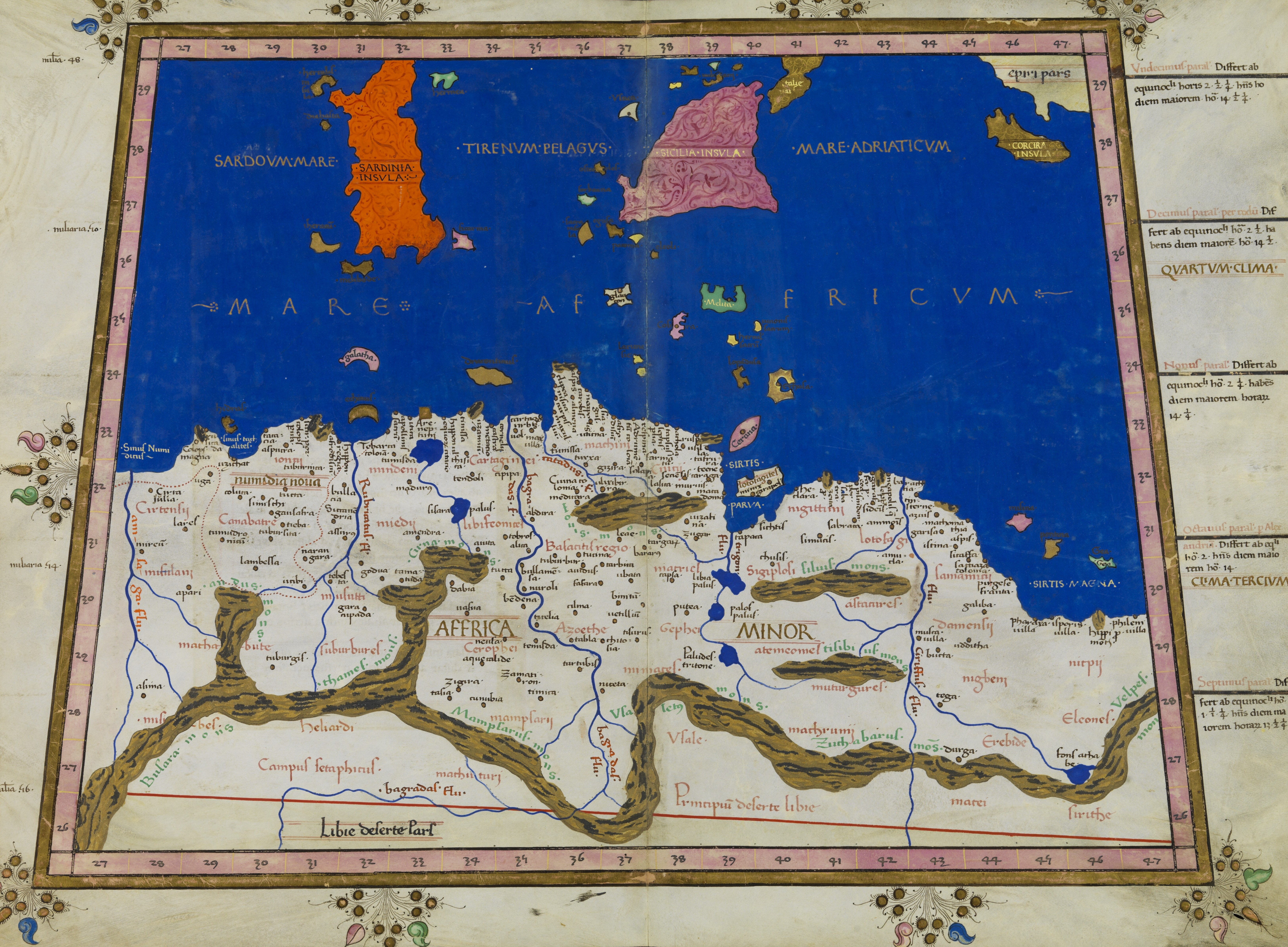
La province romaine d'Afrique et les îles de la Méditerranée, carte de 1467 d'après Claude Ptolémée, fin du IIe s.

Sabinianus est un proconsul de la province romaine d'Afrique qui se proclame empereur en 240 et tente, sans succès, de renverser le jeune empereur Gordien III.

## Biographie
Pendant la période de l'Anarchie militaire du IIIe siècle, l'Empire romain connaît une forte instabilité : 16 empereurs (reconnus par le Sénat) et 14 usurpateurs (non reconnus) se succèdent de 222 à 268. Le jeune Gordien III, né en 225, neveu des co-empereurs Gordien Ier et Gordien II qui avaient connu un règne de quelques jours  en 238, est à son tour proclamé empereur la même année par la Garde prétorienne après l'élimination des prétendants Maxime Pupien et Balbin. Sabinianus, qui avait succédé à Gordien Ier comme gouverneur de l'Afrique proconsulaire, appartenait probablement à une importante famille afro-romaine d'Acholla (Ras Botria) en Byzacène. Il tente à son tour de se proclamer empereur en 240 (date exacte incertaine). Il n'est pas reconnu hors de sa province et rapidement éliminé par les fidèles de Gordien III. Cette tentative mal connue est mentionnée par l'Histoire Auguste et par Zosime. 